# Rafael Marques Pinto
Rafael Marques Pinto (* 21. September 1983 in Rio de Janeiro) ist ein ehemaliger brasilianischer Fußballspieler. Der spielstarke Fuß des Innenverteidigers ist der Rechte.

## Karriere
Rafael begann seine Laufbahn bei Botafogo FR in Rio de Janeiro. Hier schaffte der Spieler zunächst aber nicht den Sprung in den Profikader. Zur Saison 2003 wurde der Spieler an den Brasiliense FC ausgeliehen. Bereits im Folgejahr kehrte er zu seinem Heimatklub zurück und bestritt für diesen die ersten Ligaspiele in der Série A 2004. Seinen ersten Auftritt auf internationaler Klubebene hatte Rafael auch für Botafogo. Im Rahmen der Copa Sudamericana 2006 spielte er am 7. September gegen den Fluminense FC.
Nach Stationen bei verschiedenen Erstligaklubs wechselte Rafael in der Sommerpause 2013 nach Italien zu Hellas Verona. Nach nur zwei Spielzeiten kehrte er im Sommer 2015 nach Brasilien zurück, wo er beim Coritiba FC ein Engagement fand. Am 4. Juli 2016 wurde ein weiterer Wechsel bekannt. Rafael ging zum CR Vasco da Gama. Mit dem Klub spielte er in dem Jahr in der Série B und 2017 in der Série A. Danach schloss er zunächst keinen weiteren Vertrag ab. Im November 2018 gab der Boavista SC bekannt, dass Rafael einen Kontrakt für die Spiele in der Staatsmeisterschaft von Rio de Janeiro 2019 unterzeichnet hat.

## Erfolge
Grêmio
- Staatsmeisterschaft von Rio Grande do Sul: 2010

Atlético Mineiro
- Staatsmeisterschaft von Minas Gerais: 2012, 2013
- Copa Libertadores: 2013

Vasco
- Taça Rio: 2017